# Assa (film)
Assa (ros. Асса) – radziecki dramat filmowy z 1987 roku wyprodukowany przez moskiewskie studio Mosfilm. Film został wyreżyserowany przez Siergieja Sołowjowa, radzieckiego reżysera filmów jak Czornaja roza - emblema pieczali, krasnaja roza - emblema lubwi (1989) oraz Dom pod gwiaździstym niebem (1991).
Premiera filmu miała miejsce w listopadzie 1987 roku.

## Opis fabuły
Podstarzały mafioso przyjeżdża do Jałty, żeby wykraść drogocenne skrzypce. Towarzyszy mu młoda kochanka, Alika (Tatjana Drubicz), w której zakochuje się utalentowany muzyk rockowy Bananan (Siergiej "Afrika" Bugajew). Odbijanie dziewczyny szefowi mafii staje się śmiertelnie niebezpieczną zabawą.

## Obsada
- Siergiej "Afrika" Bugajew jako Bananan
- Tatjana Drubicz jako Alika
- Stanisław Goworuchin jako Krymow
- Wiktor Coj jako on sam
- Aleksandr Domogarow jako Aleksander I
- Anita Żukowska jako Zoja
- Aleksandr Baszyrow jako burmistrz

i inni